# Bournonite
La bournonite est une espèce minérale, sulfosel d'antimoine, de plomb et de cuivre de formule PbCuSbS3, cristallisant dans le système cristallin orthorhombique. Ses cristaux sont souvent maclés, de couleur gris acier à noire et opaques.
La bournonite contient environ 42 % de plomb, 13 % de cuivre, 25 % d'antimoine et 20 % de soufre.

## Inventeur et étymologie
Décrite par Robert Jameson en 1805. Dédiée au comte Jacques Louis de Bournon. Elle fut mentionnée pour la première fois par Philip Rashleigh en 1797 comme étant un minerai d'antimoine...

## Topotype
Wheal Boys, St Endellion, Cornouailles, Angleterre.

## Cristallographie
- Paramètres de la maille conventionnelle : a = 8.16, b = 8.7, c = 7.8, Z = 2 ; V = 553.74
- Densité calculée = 2,93

## Gîtologie
Dans les veines hydrothermales formées à température moyenne. Associée à d'autres sulfures (blende tétraédrite), au quartz à l'hübnérite...

## Gisements remarquables
- Allemagne

Neudorf (aujourd'hui ressources minières épuisées) dans le massif du Harz (Land de Saxe-Anhalt)
- Angleterre

Wheal Boys, St Endellion, en Cornouailles
- France

Les Malines, Saint-Laurent-le-Minier, Gard
Mine de La Mure, Isère, Rhône-Alpes
Merlier, Isola, Alpes-Maritimes 
Ricoules (Rousseille, Brugerolle), Brioude, Haute-Loire.
- Pérou

Mines de Huaron, San Jose de Huayllay District, Cerro de Pasco, Daniel Alcides Carrión Province, Pasco Department
- Roumanie

Cavnic proche de Baia Mare (Grande Mine).

## Synonymie
- Berthonite Buttgenbach (1923),
- Endellionite Zippe (1859) d’après la localité Wheal Boys, St Endellion, Cornouailles Angleterre.
- Plomb sulfuré antimonifère René Just Haüy (1809),
- Wölchite d’après la localité Wölch, près de St. Gertraud, Carinthie Autriche[7].

## Galerie

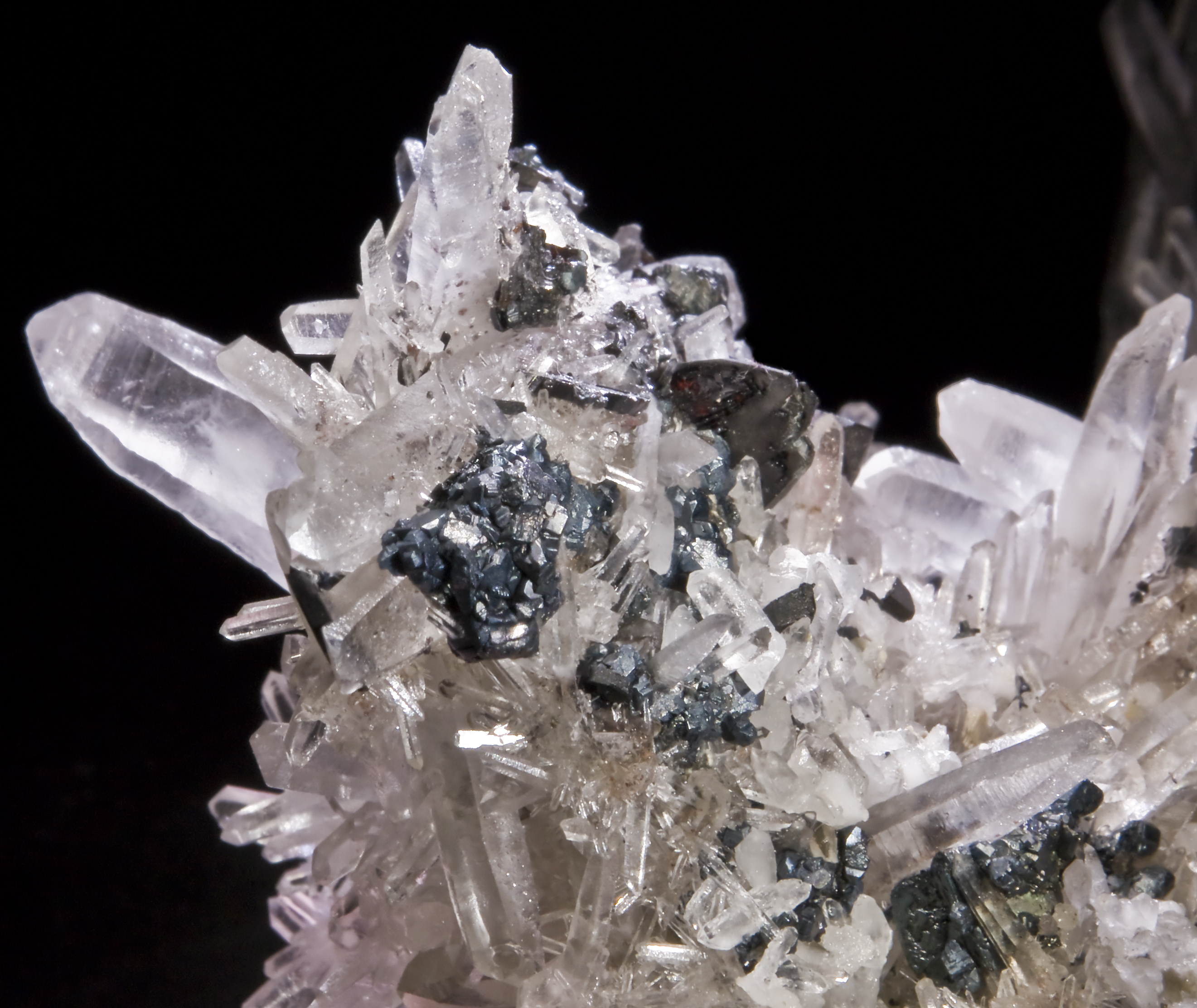
Bournonite & Hübnérite Mines de Huaron, Pérou, (8,4,8cm).
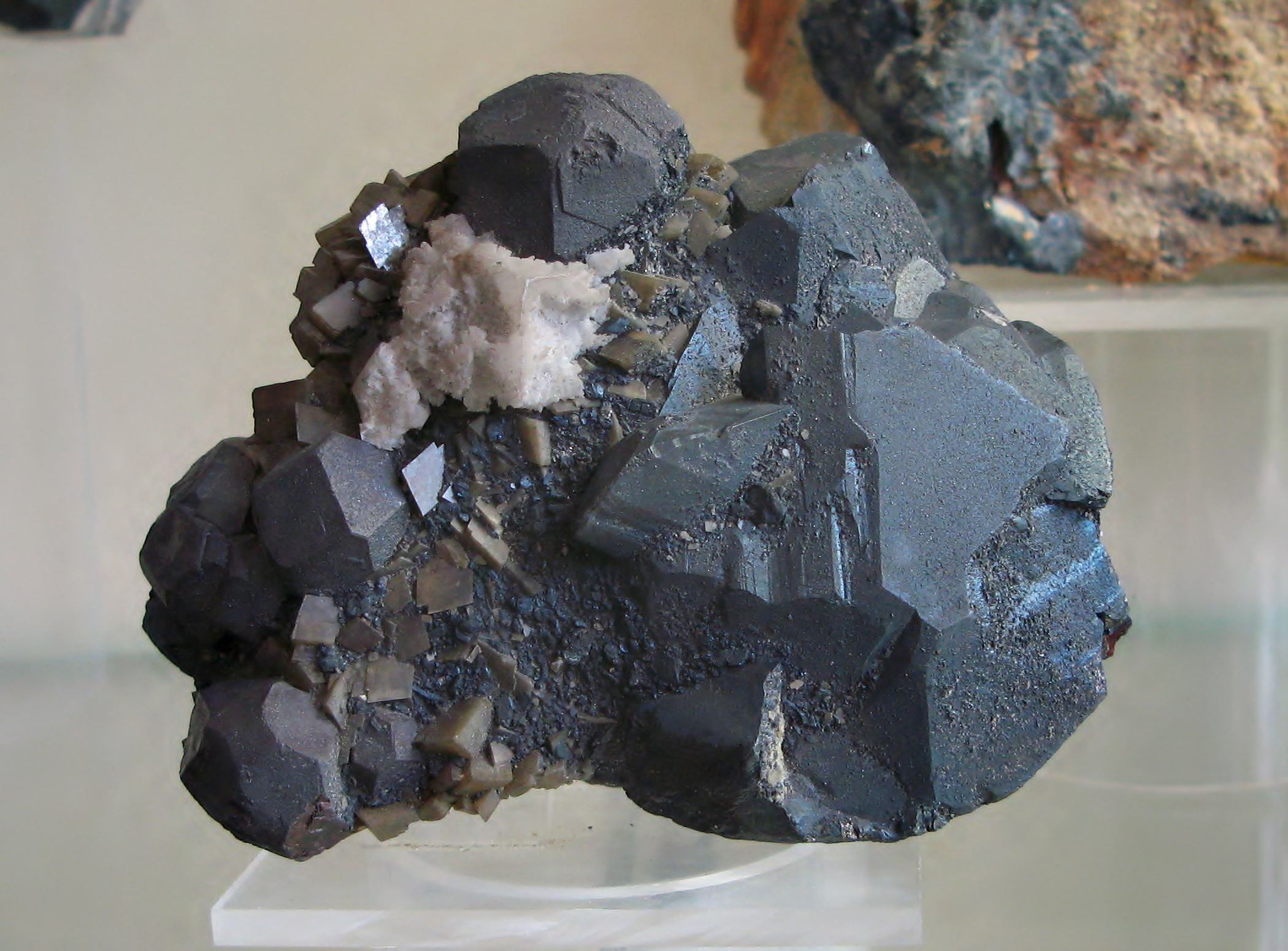
Bournonite Neudorf Hartz Allemagne (Musée minéralogique de Bonn).
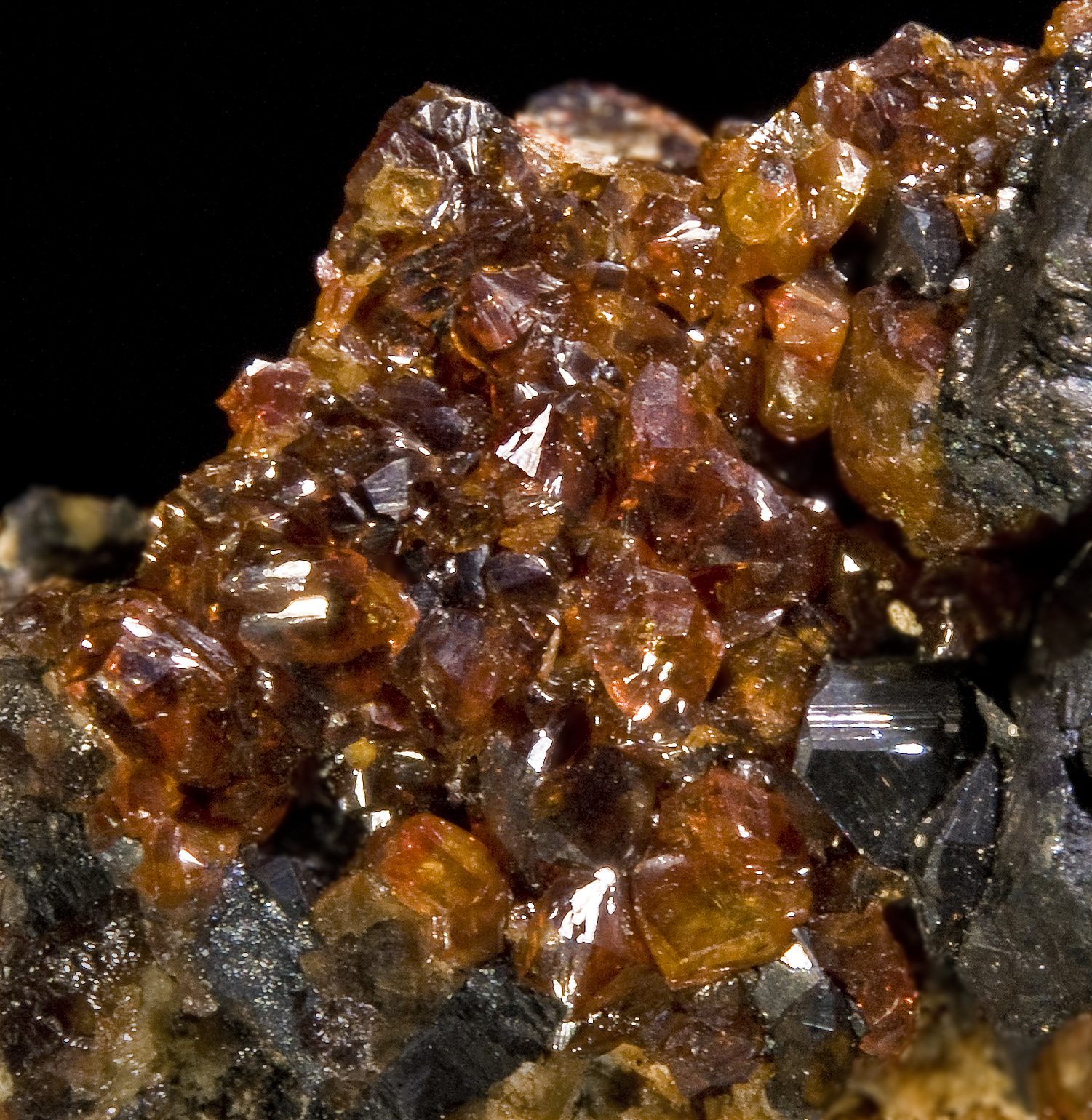
Bournonite et sphalérite, Mine de La Mure, Isère, France (4 × 3,5 cm).
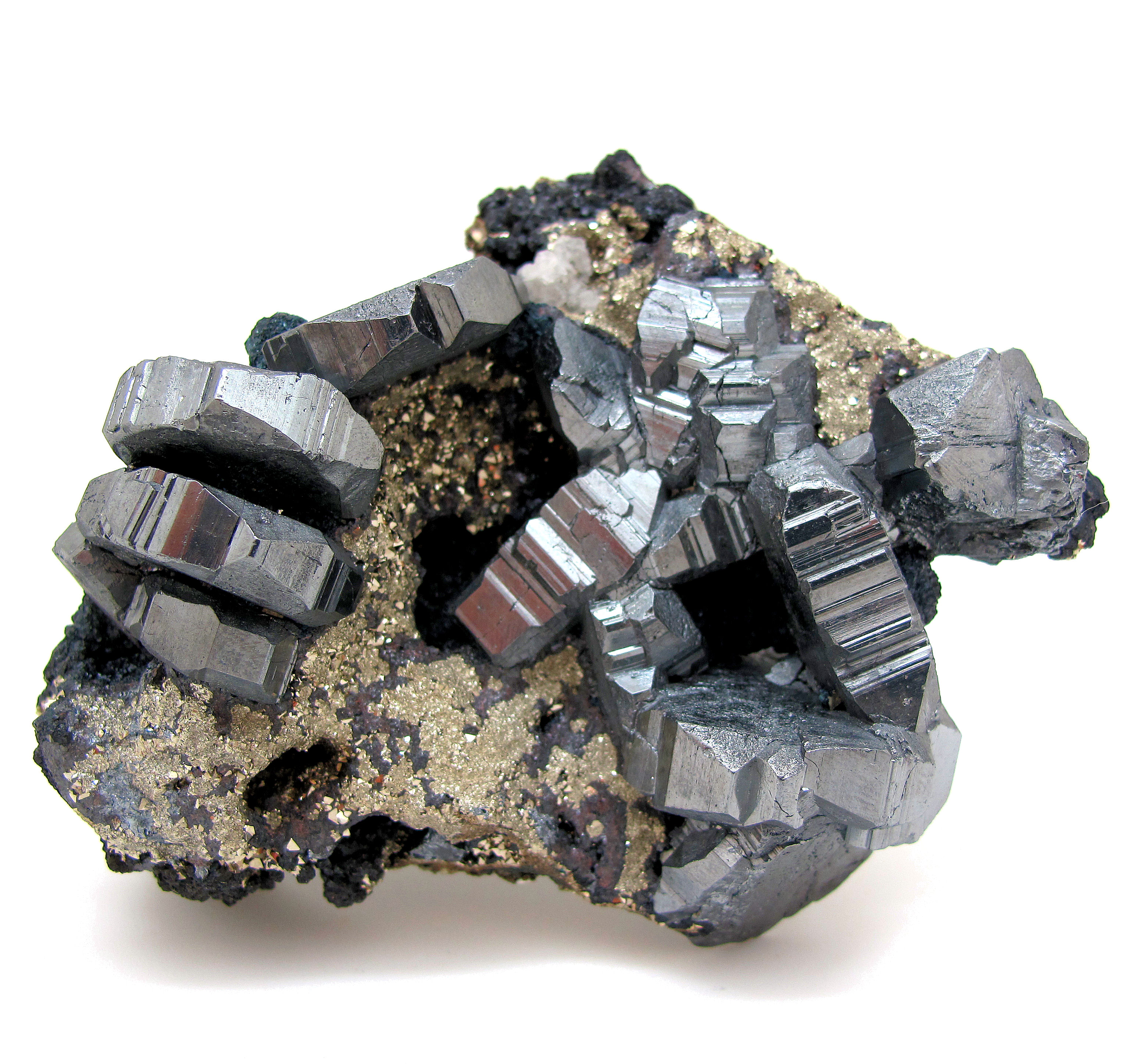
Bournonite Mine Víboras, Machacamarca, Bolivie, (95 mm x 74 mm).